# Ion Luchianov
Ion Luchianov (in russo Иван Лукьянов?; 31 gennaio 1981) è un siepista moldavo naturalizzato russo.

## Palmarès
| Anno                             | Manifestazione    | Sede       | Evento       | Risultato | Prestazione | Note                                     |
| -------------------------------- | ----------------- | ---------- | ------------ | --------- | ----------- | ---------------------------------------- |
| In rappresentanza della Moldavia |                   |            |              |           |             |                                          |
| 1999                             | Europei juniores  | Riga       | 3000 m siepi | 5º        | 8'50"76     |                                          |
| 2000                             | Mondiali juniores | Santiago   | 3000 m siepi | 11º       | 9'16"32     |                                          |
| 2001                             | Europei under 23  | Amsterdam  | 3000 m siepi | Batteria  | 9'05"31     |                                          |
| 2003                             | Europei under 23  | Bydgoszcz  | 3000 m siepi | 6º        | 8'35"12     |                                          |
| 2003                             | Universiadi       | Taegu      | 3000 m siepi | 5º        | 8'43"25     |                                          |
| 2004                             | Giochi olimpici   | Atene      | 3000 m siepi | Batteria  | 8'26"17     |                                          |
| 2005                             | Universiadi       | Smirne     | 5000 m piani | 9º        | 14'04"34    |                                          |
| 2005                             | Universiadi       | Smirne     | 3000 m siepi | Argento   | 8'30"66     |                                          |
| 2005                             | Mondiali          | Helsinki   | 3000 m siepi | Batteria  | 8'32"09     |                                          |
| 2006                             | Europei           | Göteborg   | 3000 m siepi | 15º       | 8'34"86     |                                          |
| 2007                             | Universiadi       | Bangkok    | 3000 m siepi | Bronzo    | 8'23"83     |                                          |
| 2008                             | Giochi olimpici   | Pechino    | 3000 m siepi | 12º       | 8'27"82     |                                          |
| 2009                             | Universiadi       | Belgrado   | 3000 m siepi | Oro       | 8'25"79     |                                          |
| 2009                             | Mondiali          | Berlino    | 3000 m siepi | Batteria  | 8'27"41     |                                          |
| 2010                             | Mondiali indoor   | Doha       | 3000 m piani | Batteria  | 8'15"91     |                                          |
| 2010                             | Europei           | Barcellona | 3000 m siepi | Bronzo    | 8'19"64     |                                          |
| 2011                             | Mondiali          | Taegu      | 3000 m siepi | 8º        | 8'16"69     | Miglior prestazione personale stagionale |
| 2012                             | Giochi olimpici   | Londra     | 3000 m siepi | 10º       | 8'28"15     |                                          |
| 2013                             | Mondiali          | Mosca      | 3000 m siepi | 10º       | 8'19"99     |                                          |
| In rappresentanza della Russia   |                   |            |              |           |             |                                          |
| 2014                             | Europei           | Zurigo     | 3000 m siepi | 5º        | 8'32"50     |                                          |